# Верхньоіллінівка
Верхньоіллінівка (рос. Верхнеильиновка) — село у Завітінському районі Амурської області Російської Федерації. Розташоване на території українського історичного та етнічного краю Зелений Клин.
Входить до складу муніципального утворення Верхньоіллінівська сільрада. Населення становить 161 особа (2018).

## Історія
Верхньоіллінівка заснована у 1908 році. Названа на честь прізвища перших поселенців на Амурі Ілліних.
З 20 жовтня 1932 село року ввійшло до складу новоутвореної Амурської області.
З 1 січня 2006 року входить до складу муніципального утворення Верхньоіллінівська сільрада.

## Населення
| 2002 | 2010 | 2012 | 2013 | 2014 | 2015 | 2016 |
| ---- | ---- | ---- | ---- | ---- | ---- | ---- |
| 383  | ↘235 | ↘213 | ↘205 | ↘198 | ↘191 | ↘185 |
| 2017 | 2018 |      |      |      |      |      |
| ↘169 | ↘161 |      |      |      |      |      |